# Cochigró
Cochigró è un comune (corregimiento) della Repubblica di Panama situato nel distretto di Changuinola, provincia di Bocas del Toro. Si estende su una superficie di 549 km² e conta una popolazione di 1.812 abitanti (censimento 2010).  